# کسلدرگ
کسلدرگ (به انگلیسی: Castlederg) یک روستا در بریتانیا است. کسلدرگ ۲٬۹۳۵ نفر جمعیت دارد.